# Zgniotki

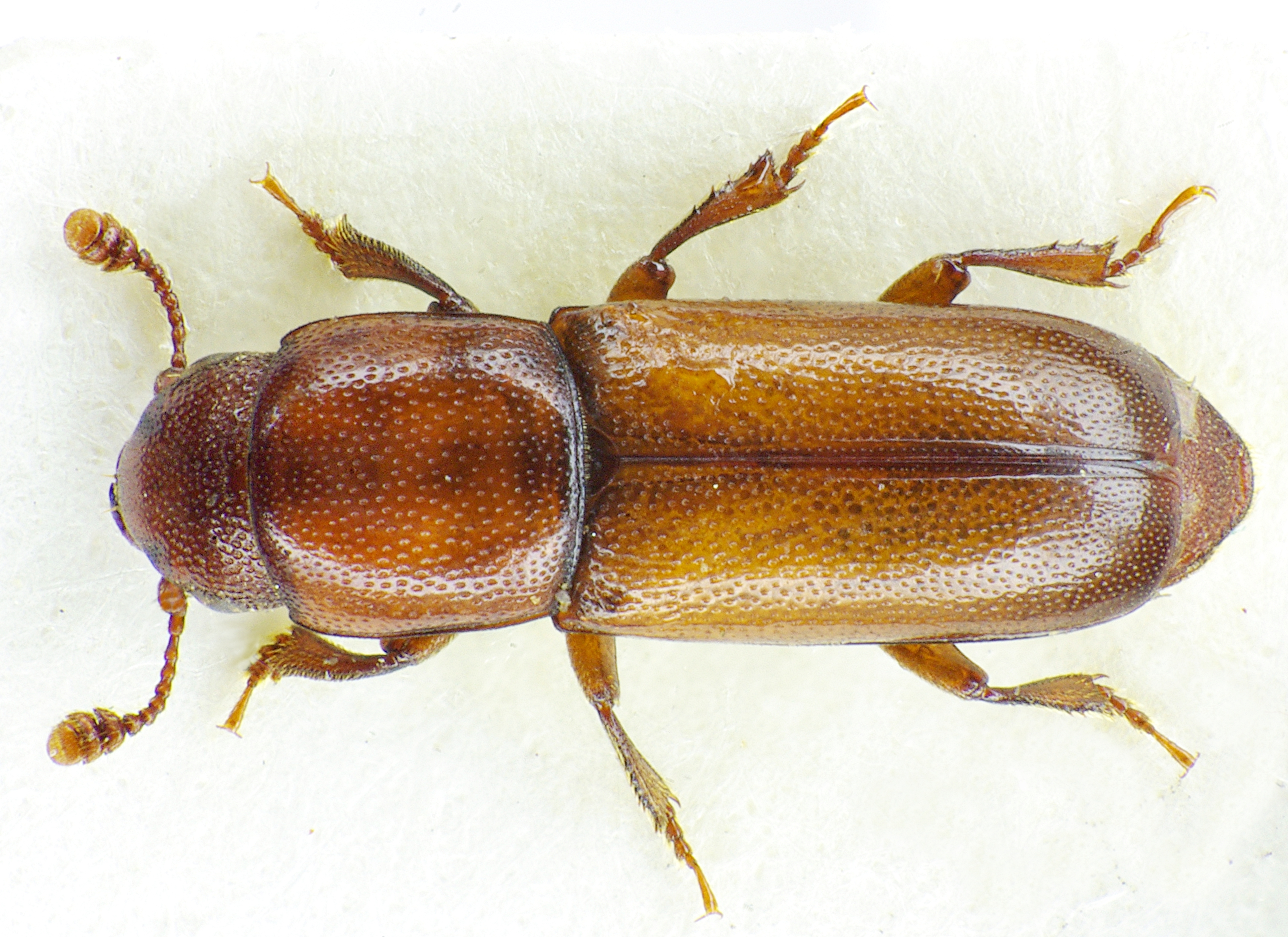
Pityophagus ferrugineus z rodziny łyszczynkowatych

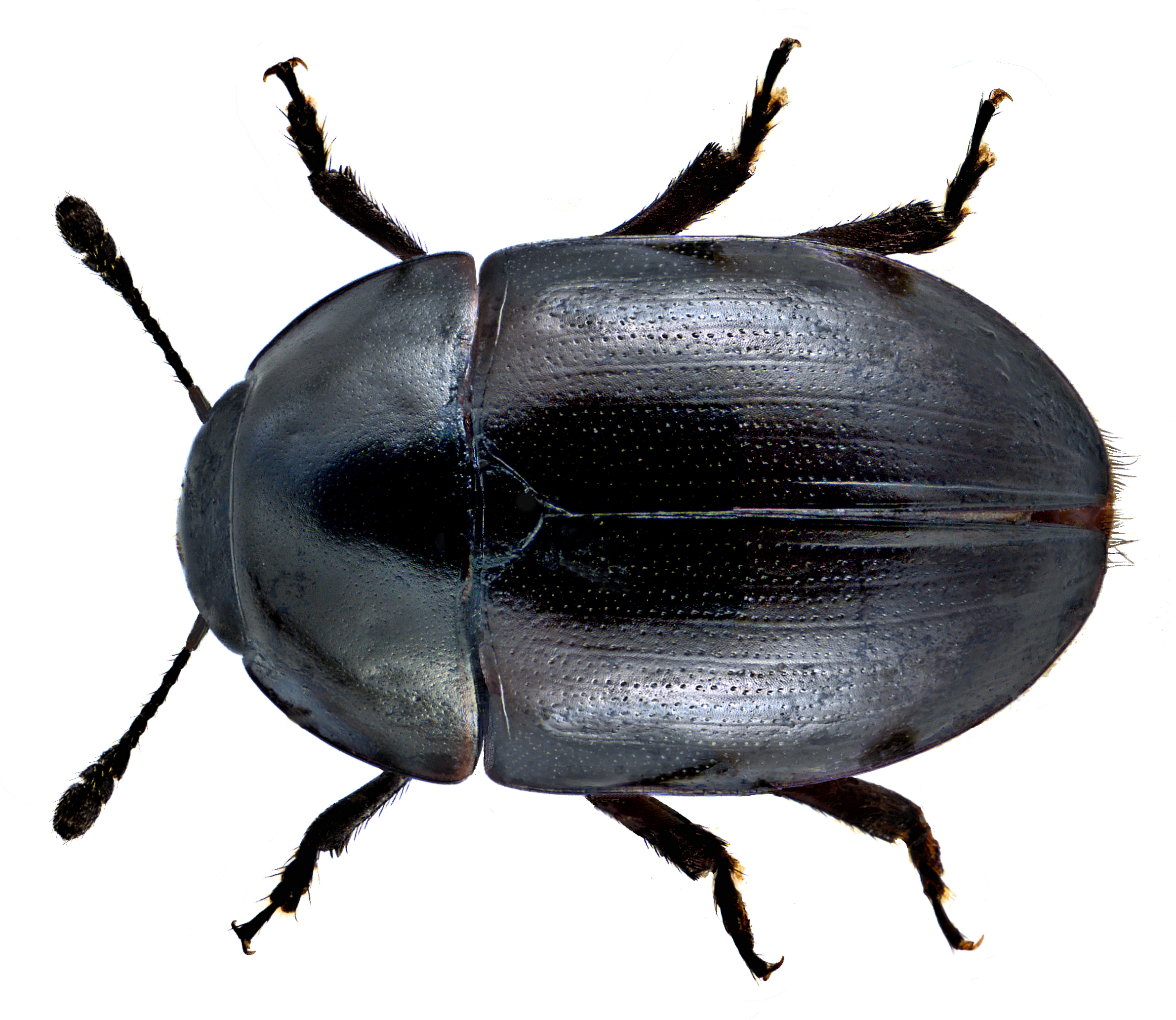
Phalacrus caricis z rodziny pleszakowatych

Zgniotki (Cucujoidea) – nadrodzina chrząszczy z podrzędu wielożernych  z infrarzędu Cucujiformia.

## Systematyka
Do nadrodziny Cucujoidea zaliczanych jest 25 żyjących rodzin:
- Agapythidae
- Boganiidae
- Cavognathidae
- Cryptophagidae – zatęchlakowate
- Cucujidae – zgniotkowate
- Cybocephalidae
- Cyclaxyridae
- Erotylidae – zadrzewkowate
- Helotidae
- Hobartiidae
- Kateretidae
- Laemophloeidae
- Lamingtoniidae
- Monotomidae – obumierkowate
- Myraboliidae
- Nitidulidae – łyszczynkowate
- Passandridae
- Phalacridae – pleszakowate
- Phloeostichidae
- Priasilphidae
- Propalticidae
- Protocucujidae
- Silvanidae – spichrzelowate
- Smicripidae
- Sphindidae
- Tasmosalpingidae

Oraz 3 rodziny wymarłe:
- †Parandrexidae
- †Sinisilvanidae
- †Tetrameropseidae